# Eupithecia bindata
Eupithecia bindata là một loài bướm đêm trong họ Geometridae.